# Gyirong
| Tibetische Bezeichnung                     |
| ------------------------------------------ |
| Tibetische Schrift: སྐྱིད་གྲོང་རྫོང               |
| Wylie-Transliteration: skyid grong rdzong  |
| Offizielle Transkription der VRCh: Gyirong |
| THDL-Transkription: Kyidrong               |
| Andere Schreibweisen: Kyirong              |
| Chinesische Bezeichnung                    |
| Traditionell: 吉隆縣                       |
| Vereinfacht: 吉隆县                        |
| Pinyin:Jílóng Xiàn                         |

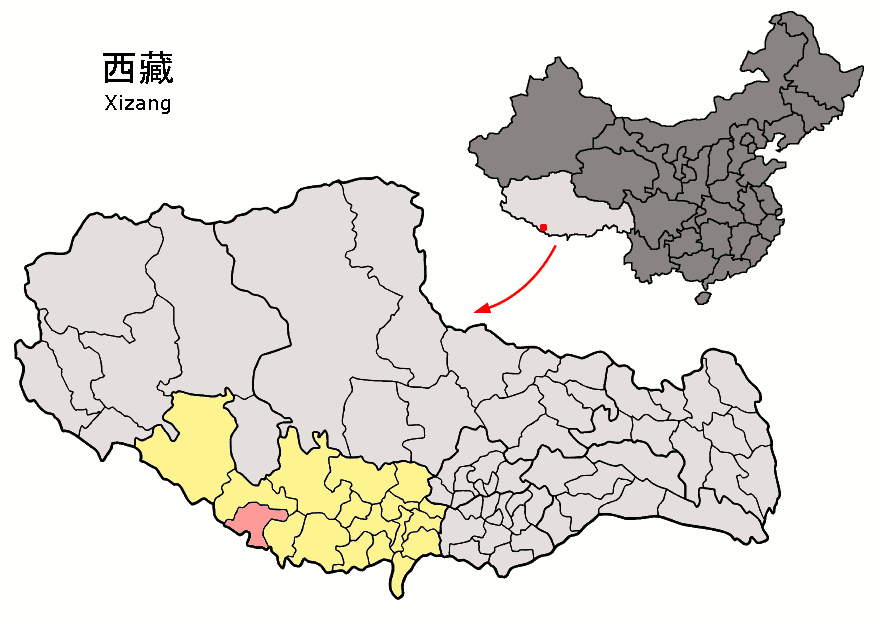
Lage von Gyirong in Tibet

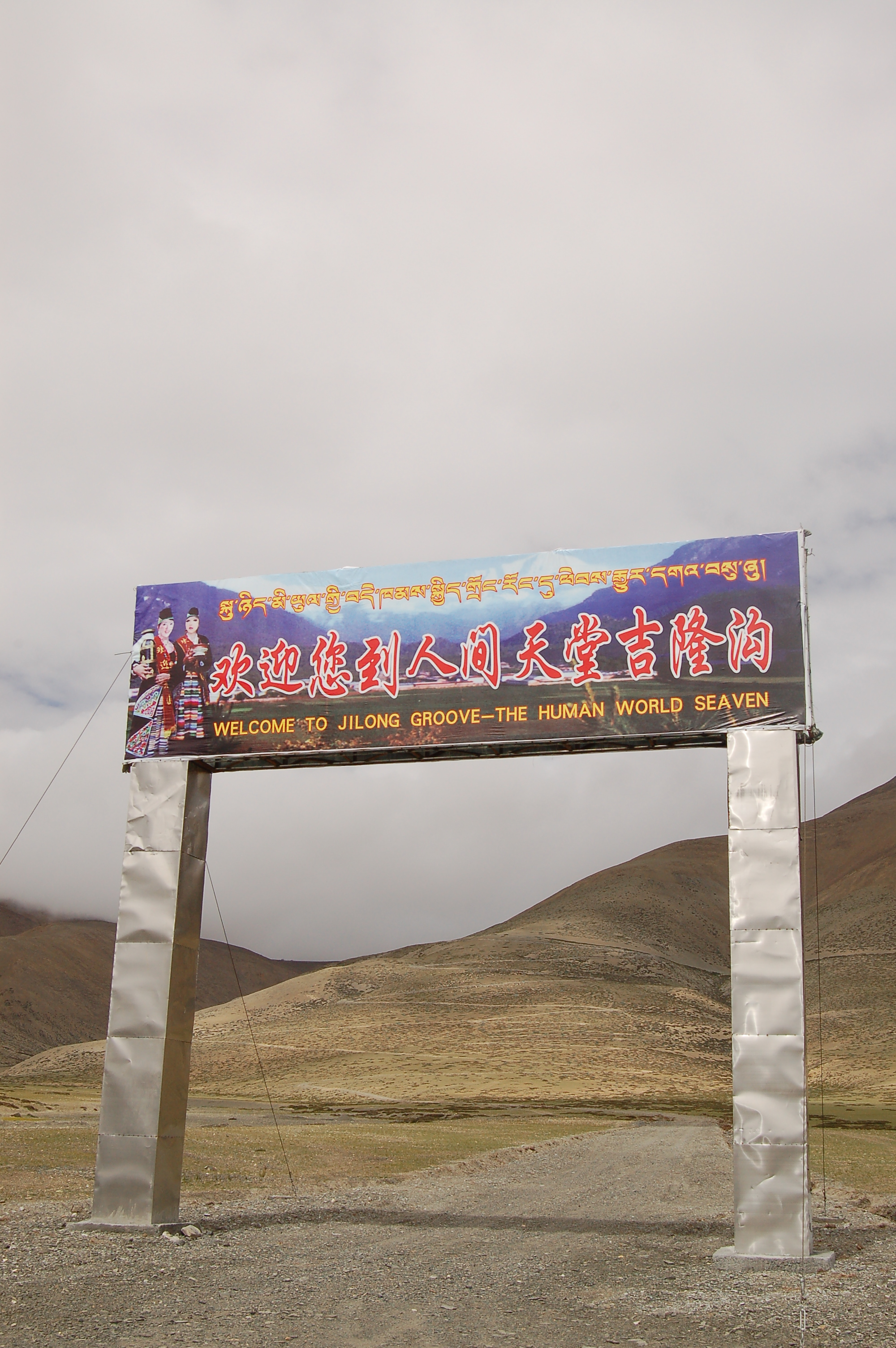
"Willkommen in Gyirong-Tal - dem Himmel auf Erden"

Gyirong (tibetisch: སྐྱིད་གྲོང་རྫོང, Umschrift nach Wylie: skyid grong; auch Kyirong) ist ein Kreis der bezirksfreien Stadt Xigazê im Autonomen Gebiet Tibet der Volksrepublik China. Der ehemalige Kreis (tib.: rdzong) Gyirong wurde nach 1960 dem damaligen Regierungsbezirk (heute: Stadt) Xigazê zugeordnet.

## Geographische Einordnung
Das alte Gyirong, d. h. der im Südwesten Tibets unmittelbar an der Grenze zu Nepal gelegene, gleichnamige Ort (tib.: skyid grong), der seinerseits im Gyirong-Tal (tib.: skyid rong) liegt, ist in seiner geographischen Ausbreitung nicht mit dem heutigen Kreis Gyirong (Gyirong Xiàn, Jílóng Xiàn) zu verwechseln. Der heutige Verwaltungskreis umfasst auch die nördlich davon gelegene Region Dzongkar (tib.: rdzong dkar) sowie die nördlich angrenzenden Nomadengebiete. Berühmt ist das traditionelle Gyirong für sein mildes Klima, das in der vergleichsweise geringen Höhe von etwa 2.400 m begründet ist, und eine für das tibetische Hochland untypisch üppige Vegetation. Der heutige Kreis Gyirong hat eine Fläche von 9.021 km² und zählt 17.536 Einwohner (Stand: Zensus 2020).

## Bedeutung
Durch Gyirong führte bis 1960 eine der wichtigsten Handelsstraßen zwischen Nepal und Tibet. Seine leichte Zugänglichkeit von Nepal aus führte aber auch dazu, dass es wiederholt als Einfallstor für militärische Angriffe von Seiten Nepals gegen Tibet benutzt wurde. Im Jahr 1792 sandte die chinesische Regierung Truppen nach Gyirong, um Invasionen aus Nepal abzuwehren. (s. a. Qianlong)
Im Jahr 1945 wurden im Gyirong-Tal und im benachbarten Ladeb (tib.: la sdebs) 26 Klöster und Tempel gezählt.
Mit dem Tempel Chamtrin Lhakhang (tib.: byams sprin lha khang) weist es einen der „Yang-'dul-Tempel“ zur Zähmung der Dämonin (Sinmo) auf, deren Errichtung dem berühmten tibetischen König Songtsen Gampo und somit dem 7. Jahrhundert zugeschrieben werden.
Im 11. Jahrhundert hat der bekannte indische Geistliche Atisha die Region Gyirong besucht. Bekannt ist Gyirong auch als Meditationsort des Milarepa.
Um 1265 wurde die Region Gyirong ein Teil des tibetischen Königreiches Mangyül Gungthang, dessen Herrscher, die „Könige von Gungthang“ (tib.: gung thang rgyal po), im oberen Zhorong Tsangpo-Tal auf der Festung Khyungdzong Karpo (tib.: khyung rdzong dkar po) residierten. Mit dem Niedergang des Königshauses von Mangyül Gungthang wurde Gyirong 1620 ein Teil des in Xigazê residierenden Tsangpa Desi (tib.: gtsang pa sde srid). 1644 wurde es schließlich in den Herrschaftsbereich der dem 5. Dalai Lama unterstehenden tibetischen Zentralregierung integriert.
Der örtliche Dialekt von Gyirong gilt als gründlich erforscht. Die Volksliteratur dieser Region wurde in den 1980er-Jahren gesammelt und veröffentlicht.

## Aktuelle Verwaltungsgliederung
- Dzongga, Zongga (rdzong dga’ རྫོང་དགའ་ / Zōnggā zhèn 宗嘎镇; 3083 Einwohner)
- Kyirong, Gyirong (skyid grong སྐྱིད་གྲོང་ / Jílóng zhèn 吉隆镇; 3913 Einwohner)
- Treba, Zheba (kre pa ཀྲེ་པ་ / Zhébā xiāng 折巴乡; 1956 Einwohner)
- Gungthang, Kungtang (gung thang གུང་ཐང་ / Gòngdāng xiāng 贡当乡; 879 Einwohner)
- Dragna, Chagna (brag sna བྲག་སྣ་ / Chànà xiāng 差那乡; 2343 Einwohner)[2]

## Ethnische Gliederung der Bevölkerung
Bei der Volkszählung im Jahr 2000 wurden in Gyirong 12.174 Einwohner gezählt.
| Name des Volkes | Einwohner | Anteil  |
| --------------- | --------- | ------- |
| Tibeter         | 11.951    | 98,17 % |
| Han             | 215       | 1,77 %  |
| Bai             | 3         | 0,02 %  |
| Tujia           | 2         | 0,02 %  |
| Sonstige        | 3         | 0,02 %  |

## Sehenswürdigkeiten
Besondere Sehenswürdigkeiten sind der auf die tibetische Königszeit (tibetische Monarchie / Yarlung-Dynastie) zurückgehende Tempel Chamtrin Lhakhang und der Phagpa Lhakhang (tib.: 'phags pa lha khang).
Der Phagpa Lhakhang beherbergte einst eines der heiligsten Avalokiteshvara-Standbilder Tibets, nämlich des „Ārya Va-ti bzang-po“. Dieses Standbild, das im Laufe der Geschichte mehrmals aus Schutz vor einer befürchteten Zerstörung durch die militärischen Einfälle der Gurkha nach Lhasa verbracht worden war, befindet sich heute in Dharmshala (Indien).
Des Weiteren ist das von Yongdzin Yeshe Gyeltshen (tib.: yong 'dzin ye shes rgyal mtshan; 1713–1793), einem der Lehrer des 8. Dalai Lama, im 18. Jahrhundert gegründete Kloster Trashi Samten Ling (tib.: bkra shis bsam gtan gling) erwähnenswert.

## Denkmäler der Volksrepublik China
Seit 2001 stehen folgende Monumente unter nationalem Denkmalschutz:
- das Kloster Kyirong Chöde (chin. Qude si 曲德寺, 10. Jahrhundert)
- Drölma Lhakhang (Zhuomalakang 卓玛拉康/卓瑪拉康, 1274)
- Stele für Gesandte der Tang-Dynastie nach Indien (Da Tang Tianzhu shi chu ming 大唐天竺使出铭/大唐天竺使出銘, 658)